# Il mistero del lago scuro
Il mistero del lago scuro (Frog Dreaming)  è un film d'avventura australiano del 1986 con protagonista Henry Thomas e diretto da Brian Trenchard-Smith.

## Trama
Un ragazzo americano, Cody, i cui genitori sono morti, vive in Australia con il suo tutore, Gaza. Cody è molto fantasioso, inventivo e curioso. Costruisce cose nel suo garage, inclusa una bici da ferrovia che usa per spostarsi. Cody si imbatte in strani eventi che si verificano nel parco nazionale di Devil's Knob, associato a un mito aborigeno su "Frog Dreamings" e Bunyips. Cody cerca di investigare. Le occorrenze ruotano attorno a uno stagno dove un presunto mostro chiamato "Motopa" vive. Un altro mito esplorato dai bambini è la storia di Kurdaitcha Man che agisce come una sorta di versione australiana di Boogey Man e di un giudice soprannaturale che si occupa della punizione. Ai bambini viene detto che punisce gli eventuali errori commessi secondo le leggi degli antichi aborigeni, tra cui danni reciproci, omicidio di animali senza bisogno di cibo e distruzione dell'ambiente (il suo aspetto è più evidente secondo il mito quando arrivarono gli uomini bianchi) . L'uomo di Kurdaitcha vaga per la campagna, in particolare di notte, e indossa scarpe fatte con piume di Emu per coprire qualsiasi traccia.
Dopo che Cody ha visto il centro dello stagno scoppiare in bolle, scopre il corpo essiccato di un senzatetto, Neville, in una tenda nelle vicinanze. La polizia locale indaga ma determina solo che Neville probabilmente è morto di infarto. Determinato a perseguire il mistero dello stagno stesso, Cody crea una muta da sub improvvisata e procede esplorando il fondo oscuro, ma non ritorna mai più. Pensando di essere annegato, i cittadini decidono di drenare lo stagno per recuperare il suo corpo. Tuttavia, prima che possano finire, l'amica di Cody Wendy osserva un giocattolo aereo nell'acquario di Cody e un libro su vecchie attrezzature da miniera, e rendendosi conto che Cody può essere vivo, i raduni aiutano a mandare una squadra di sub nello stagno. La squadra di immersioni tenta di localizzare Cody e portargli una bombola di ossigeno, ma prima che abbiano una possibilità, lo stagno inizia a bolle e ribollisce ancora una volta. Motopa emerge con Cody tra le fauci e alza la testa in un grido soprannaturale, che ricorda il vecchio metallo arrugginito. Uno degli ufficiali riconosce la forma mentre le luci penetrano nelle alghe e nelle alghe che ricoprono Motopa, dandole il suo aspetto mostruoso. Scoprono che Motopa è in realtà un vecchio motore di un escavatore a vapore usato nei lavori di costruzione anni fa, e lo stagno è in realtà un lago di cava. È stato anche rivelato che molti oggetti si sono accumulati sul fondo dello stagno, tra cui un'auto, una bicicletta, fusti di petrolio e altra spazzatura assortita. La gente del posto riesce a far uscire Cody e al sicuro e dissipare il mito del mostro nello stagno. Il mito dell'Uomo Kurdaitcha viene ulteriormente esplorato quando Cody crede di vederlo in uno stato onirico che rimette il Motopa nello stagno. L'uomo Kurdaitcha è visto come un vecchio aborigeno con le scarpe di piume.
Il film termina con il mistero spiegato e Cody al fianco dei suoi amici sani e salvi con Kurdaitcha Man e Motopa che ancora "vivono" e sono attivi nelle loro menti.

## Produzione
Il film è stato originariamente diretto da Russell Hagg. Tuttavia, il produttore e lo scrittore non erano soddisfatti dei progressi e rintracciarono Brian Trenchard-Smith che aveva appena finito un episodio di Five Mile Creek e gli chiese di sostituirlo. Trenchard-Smith ha apprezzato la sceneggiatura ed era interessato a lavorare con Henry Thomas, quindi ha accettato. Le scene del film sono state girate nell'ex sito di cava di Moorooduc Quarry Flora e Fauna Reserve situato a Mount Eliza, Victoria.

## Titoli alternativi
Ha diversi titoli alternativi, tra cui The Go-Kids nel Regno Unito, The Quest negli Stati Uniti, The Spirit Chaser in Germania, Fighting Spirits in Finlandia.

## Accoglienza
Glenn Dunks di sbs.com.au ha commentato: "paragonabile a quelli di Goonies, Navigator e Scuola di Mostri (The Monster Squad), il film di Trenchard-Smith risale a un tempo prima che la maggior parte dei film per bambini non fossero solo generati da computer".
Purtroppo in italia non esiste versione in Dvd.